# 砂生槐
砂生槐（学名：Sophora moorcroftiana）为豆科槐属下的一个种。

## 扩展阅读
- 維基物種上的相關：砂生槐